# Scybalista
Scybalista is een geslacht van vlinders van de familie van de grasmotten (Crambidae), uit de onderfamilie van de Glaphyriinae. De wetenschappelijke naam en de beschrijving van dit geslacht zijn voor het eerst gepubliceerd in 1863 door Julius Lederer. Lederer beschreef ook de eerste soort uit het geslacht, Scybalista restionalis, die als typesoort is aangeduid.

## Soorten
- S. byzesalis (Walker, 1859)
- S. canalis Walker, 1866
- S. restionalis Lederer, 1863